# Асланян, Игорь Борисович
И́горь Бори́сович Асланя́н (21 марта 1967, Баку) — советский и российский футболист.

## Карьера
Воспитанник владимирского футбола. В первенствах СССР выступал за местное «Торпедо». В 1992 году перешёл в московский «Асмарал», в составе которого принял участие в первом чемпионате России. В следующем году выступал за московское «Торпедо». В 1994 году перешёл в команду «Локомотив» (Нижний Новгород), за которую сыграл пять игр. Затем играл в Первой лиге за «Торпедо» (Владимир) и «Сатурн». Закончил карьеру игрок в шуйском «Спартаке-Телекоме».

## Достижения
- Обладатель Кубка России (1): 1992/93